# Apokalipsa Sedracha
Apokalipsa Sedracha – jeden z licznych utworów apokryficznych wiązanych z postacią proroka Ezdrasza. Imię tytułowego bohatera zostało prawdopodobnie wzięte z Księgi Daniela, może jednak być to też zniekształcona forma imienia Ezdrasz. Utwór został spisany w środowisku judaistycznym w języku greckim. Data powstania jest nieznana, a współcześnie znany jest on jedynie z dokonanej w Bizancjum około 1000 roku redakcji chrześcijańskiej.
Treścią Apokalipsy Sedracha jest rozmowa Sedracha z Bogiem na temat śmierci, duszy i pokuty, przeplatana utworami o charakterze hymnów i modlitw. Głównym tematem teologicznym jest powszechność Bożego miłosierdzia i możliwość pokuty, odrzucanych przez grzesznego człowieka.